# Horbach (Lauter)
Der Horbach, am Oberlauf Meisenbach, ist ein gut 9 km langer Bach im Pfälzerwald (Rheinland-Pfalz) und ein linker Zufluss der Lauter, die hier Wieslauter genannt wird.

## Geographie

### Verlauf
Meisenbach

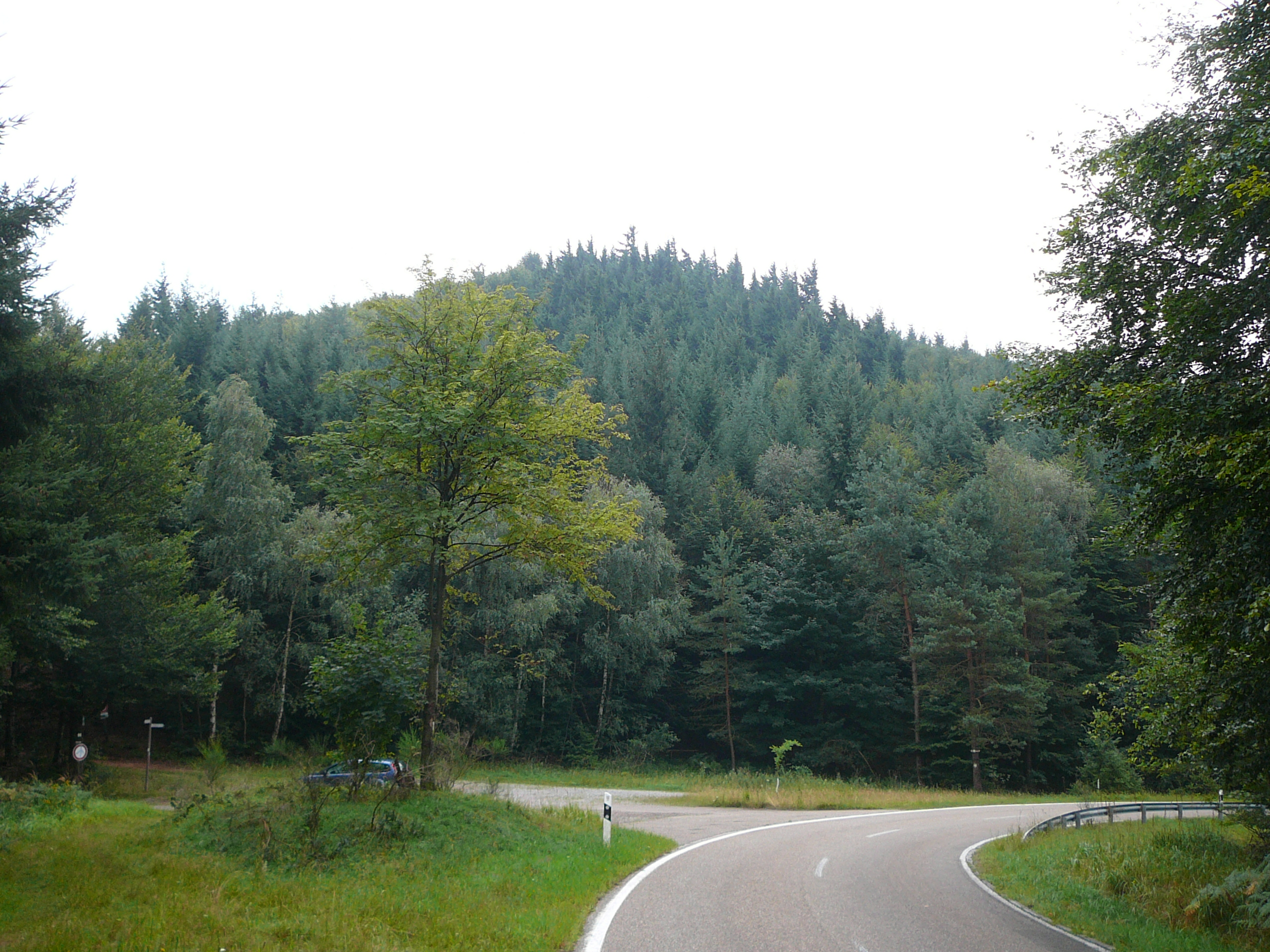
Katzenkopf

Der Meisenbach mit der stärksten Quelle der Oberläufe entspringt auf 483 m Höhe im Mittelgebirgsteil Frankenweide östlich der Pfälzischen Hauptwasserscheide. Der Ursprung liegt zwischen dem Forsthaus Meisenhalde und dem Katzenkopf (553,3 m) rund 1,5 km südöstlich des Hermersbergerhofs auf der Gemarkung der Ortsgemeinde Wilgartswiesen. Die Kreisstraße 56, welche diese beiden Ortschaften verbindet, führt östlich um die Quelle herum.
Der Meisenbach fließt zunächst hauptsächlich in Richtung Südwest bzw. Südsüdwest. Nach knapp 3 km ändert sich an der Einmündung eines schwächeren linken Zuflusses aus dem Distrikt Großer Spechtel der Name des Gewässers zu Horbach.
Horbach

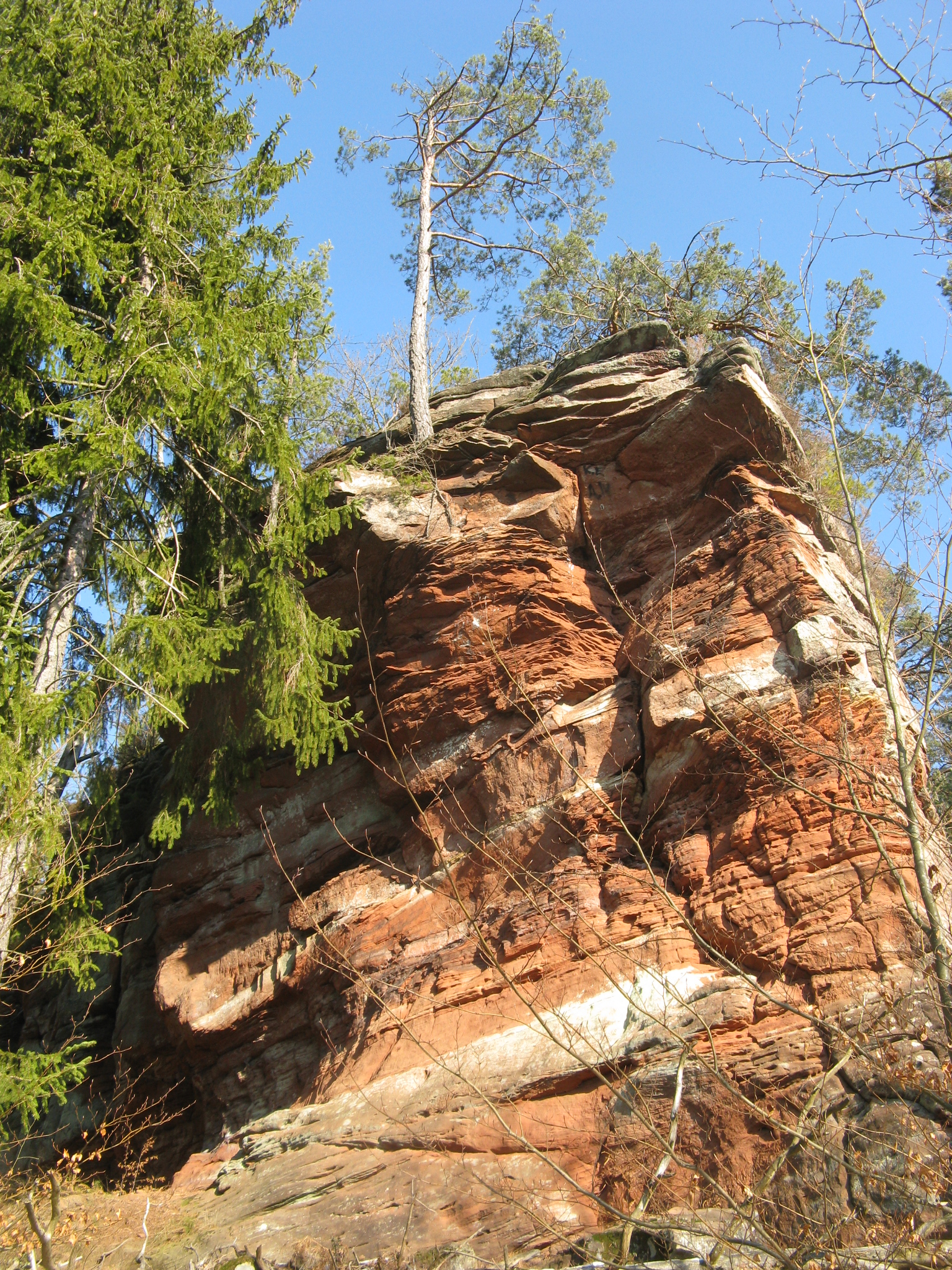
Handschuh-Kopf

Nach etwa 5 km Laufstrecke nimmt das zuvor starke Gefälle des Horbachs ab. Am Zufluss seines mit 3,7 km längsten Nebengewässers Hirtenbach beim Horbacherhof erreicht er den deutschen Nordteil des Wasgaus. Er unterquert die Bahnstrecke Landau–Rohrbach und die Bundesstraße 10, um dann seinen Lauf parallel zu diesen am Nordrand des Wasgaus entlang in westlicher Richtung fortzusetzen. Bei der Passage des zu Hinterweidenthal gehörenden Weilers Kaltenbach fließt er unter der Bundesstraße 427 und kurz danach unter der Trasse der Wieslauterbahn hindurch.
Anschließend mündet er am Nordrand von Hinterweidenthal auf 216 m Höhe von links in die Lauter. Westlich unmittelbar gegenüber der Mündung erhebt sich der Handschuh-Kopf (324 m).
Der gut 9 km lange Lauf des Horbachs endet ungefähr 267 Höhenmeter unterhalb seiner Quelle, er hat somit ein mittleres Sohlgefälle von etwa 29 ‰.

### Zuflüsse
Hierarchische Liste der Zuflüsse, jeweils von der Quelle zur Mündung; Einmündungsseite und -höhe, Länge und Einzugsgebiet abgefragt:
Meisenbach
- Waldbach, von rechts und Nordnordosten auf ca. 306 m, 0,6 km und 0,7 km²
- Bollgraben, von rechts und Nordosten auf ca. 290 m, 0,2 km und wenig über 0,2 km²

Horbach
- Bach aus dem Großen Spechtel, von links und Osten auf ca. 274 m, 0,7 km und 0,8 km²
- Mautzenbach, auch Spitzergraben, von rechts und Nordosten auf ca. 260 m, 0,7 km und 0,7 km²
- Hüttengraben, von rechts und Nordnordosten auf ca. 250 m nahe der Ruine Granitzenhütte, 0,5 km und 0,6 km²
- Hirtenbach, von links und Osten auf ca. 232 m am Horbacherhof, 3,7 km und 8,6 km²
  - Hauensteiner Bach, von rechts und Osten auf ca. 253 m, 2,4 km und 2,1 km²
  - Schwemmwasser, von rechts und Nordnordosten auf ca. 244 m, 2,0 km und 0,9 km²
- Pfaffenbach (aus der Wolfsdell), von rechts und Westnordwesten auf ca. 225 m am Bahnhof Hinterweidenthal Ost, 0,8 km und über 0,3 km²